# David Shannon Morse
David Shannon Morse, detto Dave (Lexington, 15 aprile 1943 – San José, 2 novembre 2007), è stato un informatico statunitense.
È stato tra le altre cose cofondatore di Hi-Toro divenuta poi Amiga corporation. Il nome del primo prototipo dell'Amiga, "Lorraine", deriva dal nome della moglie di Morse.
| Controllo di autorità | VIAF (EN) 115923943 · ISNI (EN) 0000 0001 1006 8824 · LCCN (EN) no96041480 · J9U (EN, HE) 987007379242105171 |